# بيفلوكساسين
بيفلوكساسين (Pefloxacin) الزمرة الدوائية من مضادات الجراثيم. وهو مضاد حيوي واسع الطيف يؤثر في الجراثيم السلبية الغرام وقليل من إيجابيات الغرام، ويتميز بحركة دوائية جيدة .

## التاريخ
تم تطوير البيفلوكساسين في عام 1979 وتمت الموافقة عليها في فرنسا للاستخدام البشري في عام 1985.

## الاستخدامات المرخصة
- التهاب الإحليل السيلاني غير المعقدة في الذكور.[4]
- الالتهابات البكتيرية التي تصيب الجهاز الهضمي.[4]
- التهابات المسالك البولية التناسلية.[4]
- البنية. لكن هذا الاستطباب لم يعد فعال بسبب مقاومة البكتيريا.[5]

## آلية العمل
الكوينولون والفلوروكوينولونات هي أدوية للجراثيم، والقضاء على البكتيريا عن طريق التداخل مع تكرار الحمض النووي. تثبيط أنزيم الدنا جيراز لمنع تضاعف الحامض النووي الجرثومي. فإذا كان هذا الإنزيمُ لا يعمل، لا يمكن للجَراثيم إعادةَ إصلاح نفسها أو الانقسام والتَّكاثر، وبهذا يكافح الدواءُ العدوى الجُرثوميَّة ويُوقفها. بالتالي يمنع التخليق، وهو فعال ضد تشكيلة واسعة من الكائنات الحية الدقيقة.

## الاستعمال الطبي
- أمراض الطرق الصفراوية.
- أمراض العظام والمفاصل.
- التهاب شغاف القلب. أمراض الدم.
- داء البروسيلات. داء خدش القطط.
- القريح.
- التهاب المعدة والأمعاء (إسهال المسافرين، داء الشيغيلات، إنتانات الكوليرا، التهاب الأمعاء بالسلمونيلا، التهاب الأمعاء بالعطيفات).
- التهاب السحايا (الوقاية من التهاب السحيا بالمكورات السحائية).
- داء الفيالقة.
- التهاب الأذن الخارجية.
- أمراض الجهاز التنفسي السفلي (الإنتانات العائدة للزوائف في التليف الكيسي، وتستبعد الإنتانات التي تعود للمكورات العقدية الرئوية مثل ذات الرئة بالمكورات الرئوية).
- إنتانات الجلد والأنسجة الرخوة. التهاب الصفاق.
- حمى. الحمى المبقعة. حمى التيفوس.الحمى التيفية ونظيرة التيفية.
- عضات الحيوانات. لسعات الحشرات.
- التهاب الإحليل السيلاني. التهاب المثانة.[7]

## مضادات الاستطباب
- فرط الحساسية تجاه الكوينولونات.
- الحمل والإرضاع.
- الأطفال، اليافعون.

## الآثار الجانبية
التهاب وتمزق عادة للوتر الأخيل، هي درجة الآثار المترتبة على الفلوروكوينولونات، وجدت في معظم الأحيان على البيفلوكساسين. قدرت تكاليف المخاطر الحادثة لضرر الأوتار أثناء العلاج بالبيفلوكساسين من قبل السلطات الفرنسية في عام 2000 لتكون 1 حالة لكل 23,130 يوم علاجي بالمقارنة مع السيبروفلوكساسين حيث تشير التقديرات إلى أن يكون 1 حالة لكل 779,600..
من الأثار الجانبية قد يحدث:
- غثيان،قياء، عسر الهضم، إسهال، ألم بطني.
- صداع، دوار، دوخة.
- نعاس، اضطرابات في النوم.
- طفح، حكة.
- أحياناً: قهم، اضطرابات عابرة في قيم الأنزيمات الكبدية والبيليروبين، ارتفاع البولينا والكرياتينين في الدم، انزعاج، اكتئاب، نخليط، هلوسات، اختلاجات، خدر، حساسية ضوئية، ردود فعل تحسسية، اضطرابات دموية، اضطرابات في الحواس، ألم وتهيج في موضع الحقن.

## الجرعة
- فموياً: 400 ملغ مرتين/يوم مع الطعام.

بالتسريب الوريدي خلال ساعة: 400 ملغ في 250 مل محلول سكري 5% صباحاً ومساءً.
- التهاب المثانة والإحليل:

فموياً: 400 ملغ مرتين فقط.

## تحذيرات
- الاضطرابات النفسية. وجود سيرة مرضية للصرع أو عوامل مؤهبة لحدوث نوبات. المصابون بالاختلاجات.
- القوصر الكلوي. القصور الكبدي. عوز أنزيم G6PD.
- الوهن العضلي الوخيم.
- تجنب التعرض لأشعة الشمس أو الأشعة فوق البنفسجية. توخي الحذر لدى قيادة السيارات أو تشغيل الآليات.
- مراعاة تناول كمية كافية من السوائل وتجنب القلونة المفرطة للبول.

إيقاف المعالجة لدى ظهور ردود فعل تحسسية، عصبية، نفسية، أو التهاب أوتار.

## وصلات خارجية
- How Stuff Works - Cipro
- Package insert information[وصلة مكسورة]